# Кроскультурне навчання
Кроскультурне навчання (cross-cultural training-eng.) є засобом підготовки та навчання осіб в організації для міжнародних ділових операцій організації. Міжкультурне навчання покращує міжкультурне спілкування, обізнаність і розуміння, покращуючи бізнес-операції. Основна мета міжкультурного навчання полягає в тому, щоб надати працівникам стратегії, які дозволяють їм вести бізнес у середовищі, де неможливо застосувати єдиний набір правил чи поведінки, тому успіху можна досягти лише за допомогою гнучкого підходу, заснованого на відповідності ситуації.

## Міжкультурне навчання зазвичай включає певні типи навичок, зокрема
- Управління взаємодією — дозволяє співробітникам взаємодіяти з людьми з іноземних культур, враховуючи їх культурні цінності та звичаї.
- Робота з розв'язанням конфліктів — вивчається через рольові ігри та ситуаційні вправи. Це найпоширеніший напрямок міжкультурних навчальних програм, які пропонують компанії, які працюють на міжнародному рівні.
- Стратегії адаптації — навчити людей, як адаптуватися до іноземної культури, незалежно від того, чи це для короткострокової поїздки, чи для призначення на кілька років. Метою адаптаційних стратегій є навчання того, як ефективно спілкуватися та давати собі зрозуміти, як адаптувати поведінку та звичаї, а також розуміння ділової практики країни перебування.

## Чому міжкультурний тренінг важливий у бізнесі?
Важливо, щоб співробітники, які повинні працювати в організаціях, які працюють за кордоном, проходили міжкультурну підготовку. Це дозволить їм повністю зрозуміти культурні відмінності між ними та їхніми іноземними колегами. Завдяки відповідній соціалізації вони навчаться адаптувати поведінку, щоб ефективно спілкуватися та розуміти точку зору людей з інших культур.
Міжкультурне навчання має важливе значення для міжнародного бізнесу, оскільки воно надає новачкам інформацію про культуру та норми приймаючої країни, дозволяючи їм зрозуміти поведінку та практику в різних країнах.
Міжкультурний тренінг забезпечує ефективну комунікацію між співробітниками з різних регіонів, зменшуючи ймовірність непорозумінь, що виникають через нерозуміння поведінки колеги або неправильне тлумачення слів, жестів або мови тіла колеги.
Міжкультурне навчання сприяє інтеграції організації, яка працює як у місцевих, так і за кордоном, гарантуючи, що працівники мають загальне розуміння та цінування цінностей своєї компанії, незалежно від регіону.

## 9 ключових переваг крос-культурного навчання

### Покращені міжнародні перспективи
Компанії з працівниками, які усвідомлюють, відкриті та приймають відмінності в культурі, матимуть кращі міжнародні перспективи. Компанія зможе залучити більше висококваліфікованих спеціалістів завдяки конкурентним перевагам найму людей, які мають культурні особливості.

### Покращене утримання співробітників
Співробітникам усіх рівнів сподобається працювати в компанії, яка, на їхню думку, є різноманітною та цінує різні культури. Крім того, коли компанії інвестують у розвиток своїх співробітників, задоволеність роботою також зростає. Це призводить до меншої плинності кадрів, що зменшує високі витрати на наймання та навчання нових працівників.

### Краще розуміння ринку
Співробітники, які знають культурні відмінності, зможуть надати кращий відгук про бізнес-операції компанії в інших країнах. Завдяки цій інформації керівництво буде більш поінформованим про те, як покращити бізнес. Оскільки розуміння ринку є ключовим, коли йдеться про стратегічне планування, переваги міжкультурного навчання виходять за рамки просто кращого розуміння ринку.

### Покращена ефективність бізнесу
Культурна обізнаність і вдячність зменшать конфлікти між людьми з різних культур. Це означає, що існує менше шансів виникнення непорозумінь через недостатню обізнаність або повагу до культурних відмінностей, що мінімізує втрати бізнесу через погане спілкування.

### Підвищення продуктивності та покращення робочих відносин
Співробітники, які краще розуміють культурні відмінності, матимуть меншу ймовірність неправильного спілкування або неправильного тлумачення поведінки, а також будуть більш відкритими для адаптації власної поведінки для ефективного спілкування. Ефективне спілкування та позитивні робочі стосунки можуть призвести до підвищення морального стану персоналу та підвищення продуктивності.

### Підвищений результат
Культурна обізнаність означає, що працівники можуть ефективніше вибирати ділових партнерів. Обізнаність співробітників також означає, що вони будуть гнучкими в адаптації до різних сценаріїв, що призведе до збільшення прибутку для компанії. Більше потенційних клієнтів почуватимуться комфортно, беручи участь у бізнесі з компанією, завдяки тому, що співробітники сприйнятливі до різних культур.

### Підвищення креативності та інновацій
Співробітники, які розуміють і поважають культурні відмінності, а також визнають обмеження власної культури, коли справа доходить до ведення бізнесу за кордоном, можуть зробити позитивний внесок у творчий результат організації. Це збільшує потенціал для нових ідей та інноваційних підходів до вирішення проблем, що в кінцевому підсумку призводить до покращення ефективності бізнесу.

### Підвищення рівня задоволеності клієнтів
Співробітники компанії будуть краще підготовлені для надання клієнтам високоякісного обслуговування клієнтів, якщо вони культурно обізнані. Ця обізнаність призводить до покращення досвіду клієнтів, що призводить до підвищення лояльності до бренду та більшої кількості позитивних рекомендацій із вуст в уста.

### Поліпшення морального духу персоналу
Різноманітна робоча сила — це та, яка може забезпечити краще розуміння ринку та доступ до ширшого спектру знань і навичок, що веде до більшої цінності для організації. Це відображається у покращенні морального духу персоналу, і задоволені працівники з більшою ймовірністю почуватимуться мотивованими та щасливими на своїх посадах.

## Міжкультурний тренінг дуже важливий для компанії. Важливо, щоб співробітники навчилися поважати культуру один одного
Способи проведення крос-культурного навчання можете переглянути за посиланням- Cross-Cultural Training